# Port lotniczy ’77
Port lotniczy ’77 – amerykański film katastroficzny z 1977 roku.

## Fabuła
Milioner i kolekcjoner sztuki Philip Stevens chce przekazać muzeum narodowemu swe zbiory. Na uroczystość zaprasza znakomitych gości, którzy mają przylecieć jego odrzutowcem Boeing 747. Na pokładzie przewożona jest również kolekcja. Podczas lotu załoga i pasażerowie samolotu zostają uśpieni gazem, a kontrolę przejmuje grupa złodziei. Brak umiejętności lotniczych powoduje, że maszyna rozbija się na oceanie. Pasażerowie dochodzą do siebie i przejmują kontrolę nad samolotem. Czekają na pomoc, której udziela im amerykańska marynarka wojenna.

## Obsada
- Jack Lemmon – kapitan Don Gallagher
- Lee Grant – Karen Wallace
- Brenda Vaccaro – Eve Clayton
- Joseph Cotten – Nicholas St. Downs III
- Olivia de Havilland – Emily Livingston
- James Stewart – Philip Stevens
- George Kennedy – Joe Patroni
- Darren McGavin – Stan Buchek
- Christopher Lee – Martin Wallace
- Robert Foxworth – Chambers
- Robert Hooks – Eddie
- Monte Markham – Banker
- Kathleen Quinlan – Julie
- Gil Gerard – Frank Powers

## Nagrody i nominacje
Oscary za rok 1977
- Najlepsza scenografia i dekoracje wnętrz – George C. Webb, Mickey S. Michaels (nominacja)
- Najlepsze kostiumy – Edith Head, Burton Miller (nominacja)